# Litauische Davis-Cup-Mannschaft
Die litauische Davis-Cup-Mannschaft ist die Herren-Tennisnationalmannschaft Litauens. 

## Geschichte
Seit 1994 nimmt Litauen am Davis Cup teil, allerdings spielten litauische Spieler zuvor für das Team der Sowjetunion. Bislang kam die Mannschaft nicht über die Europa/Afrika Gruppenzone II hinaus. Erfolgreichster Spieler ist Rolandas Muraška mit 56 Siegen, gleichzeitig ist er mit 49 Teilnahmen innerhalb von zwölf Jahren auch Rekordspieler.